# Robert Ludlum
Robert Ludlum, född 25 maj 1927 i New York i New York, död 12 mars 2001 i Naples i Florida, var en amerikansk författare, som översatts till 32 andra språk. Han skrev cirka 30 romaner, som alla kan sägas tillhöra gruppen spionthriller. Hjälten i romanerna arbetar alltid mot helt omöjliga odds och handlingen innehåller omfattande våld och action. 

### Böcker som publicerats under författarens livstid
- The Scarlatti Inheritance - Affären Scarlatti (1970)
- The Osterman Weekend - Operation Omega (1972)
- The Matlock Paper - Aktion Nimrod (1973)
- Trevayne - Pejling Pentagon (1973) (skrevs under pseudonymen Jonathan Ryder)
- The Rhinemann Exchange - Täcknamn Tortugas (1974)
- The Cry of the Halidon - Maktbas Jamaica (1974) (skrevs under pseudonymen Jonathan Ryder)
- The Gemini Contenders - Brännpunkt Saloniki (1976)
- The Chancellor Manuscript - Nyckelord Chasong (1977)
- The Holcroft Covenant - Träffpunkt Genève (1978)
- The Parsifal Mosaic - Pussel Parsifal (1982)
- The Aquitaine Progression - Konspiration Akvitanien (1984)
- The Icarus Agenda - Uppdrag Ikaros (1988)
- The Scorpio Illusion - Skorpionerna (1993)
- The Apocalypse Watch - Fjärde rikets män (1995)
- The Prometheus Deception - Prometheus öga (2001)

### Bokserier

#### The Road to - Vägen till
- 1. The Road to Gandolfo - Vägen till Gandolfo (1975) (skrevs under pseudonymen Michael Sheppard)
- 2. The Road to Omaha - Vägen till Omaha (1992)

#### Matarese DynastyMataresedynastin
- 1. The Matarese Circle - Uppdrag Matarese (1979)
- 2. The Matarese Countdown - Matarese Återkomsten (1997)

#### Bourne
1. 1980 - Identitet Kain (originaltitel:Bourne Identity)
2. 1986 - Operation Hongkong (originaltitel:Bourne Supremacy)
3. 1990 - Kodnamn Schakalen (originaltitel:Bourne Ultimatum)
4. 2004 -The Bourne Legacy (skrevs av Eric Van Lustbader)
5. 2007 - The Bourne Betrayal (skrevs av Eric Van Lustbader)
6. 2008 - The Bourne Sanction (skrevs av Eric van Lustbader)
7. 2009 - The Bourne Deception (skrevs av Eric van Lustbader)
8. 2010 - The Bourne Objective (skrevs av Eric van Lustbader)

### Böcker som publicerats postumt
Ludlum efterlämnade vid sin död en mängd opublicerat material. De bägge första av dessa böcker är © Robert Ludlum och lär ha iordningställts av hans redaktör. De tre senare böckerna är © Robert Ludlum™ och har iordningställts med hjälp av en ännu oidentifierad spökskrivare.
- The Sigma Protocol - Sigmagruppen (2001)
- The Janson Directive - Fallet Novak (2002)
- The Tristan Betrayal - Dokument Vargfälla (2003)
- The Ambler Warning - Mannen som inte fanns (2005)
- The Bancroft Strategy (2006)

#### Covert One
Skrivna av olika författare, enligt uppgift baserat på opublicerat material skrivet av Robert Ludlum.
- 1. The Hades Factor - Robert Ludlums Projekt Hades (2000) (skrevs av Gayle Lynds)
- 2. The Cassandra Compact - Robert Ludlums Kassandrapakten (2001) (skrevs av Philip Shelby)
- 3. The Paris Option - Upptakt Paris (2002) (skrevs av Gayle Lynds)
- 4. The Altman Code - Altmanplanen (2003) (skrevs av Gayle Lynds)
- 5. The Lazarus Vendetta - Lazarus Hämnd (2004) (skrevs av Patrick Larkin)
- 6. The Moscow Vector (2005) (skrevs av Patrick Larkin)
- 7. The Arctic Event (2006) (skrevs av James H Cobb)

## Filmer baserade på Ludlums böcker
- The Rhinemann Exchange (1977) (TV, miniserie)
- The Osterman Weekend (1983)
- Träffpunkt Genéve (1985)
- The Bourne Identity (1988) (TV, miniserie)
- The Apocalypse Watch (1997) (TV, miniserie)
- The Bourne Identity (2001) (Ludlum även exekutiv producent)
- The Bourne Supremacy (2004)
- Covert One: The Hades Factor (2006) (TV, miniserie)
- The Bourne Ultimatum (2007)
- The Chancellor Manuscript (2008) påbörjad
- The Bourne Legacy (2012)
- Jason Bourne (2016)